# Vincetoxicum donetzicum
Vincetoxicum donetzicum är en oleanderväxtart som beskrevs av V.M. Ostapko. Vincetoxicum donetzicum ingår i släktet tulkörter, och familjen oleanderväxter. Inga underarter finns listade i Catalogue of Life.